# 1985-ös magyar atlétikai bajnokság
Az 1985-ös magyar atlétikai bajnokság a 90. bajnokság volt. A női 5000 méterrel egészült ki a program. Újra megrendezték a téli dobó versenyeket.

## Helyszínek
- Téli dobóbajnokság: február 23., Népstadion edzőpálya
- maraton: március 16., Szeged, Széchenyi tér  – Klárafalva – Szeged, Széchenyi tér
- mezei bajnokság: március 30., Dunakeszi, lóversenypálya
- férfi és női 10 000 m: május 25., BEAC pálya, Bogdánfy u
- többpróba: július 27–28., Népstadion
- pályabajnokság: július 29–30., Népstadion
- férfi 50 km-es és női 10 km-es gyaloglás: augusztus 25., Ózd
- női 5000 m: augusztus 31., Újpesti Dózsa pálya, Szilágyi u
- váltóbajnokság: szeptember 7–8., Népstadion
- 20 km-es gyaloglás: szeptember 15., Tatabánya

## Eredmények

### Férfiak
| Versenyszám            | Arany                                                                 | Arany     | Ezüst                                                                        | Ezüst     | Bronz                                                                | Bronz     |
| ---------------------- | --------------------------------------------------------------------- | --------- | ---------------------------------------------------------------------------- | --------- | -------------------------------------------------------------------- | --------- |
| 100 m                  | Kovács Attila Újpesti Dózsa                                           | 10,27     | Tatár István Bp. Honvéd                                                      | 10,33     | Nagy István Hevesi SE                                                | 10,35     |
| 200 m                  | Nagy István Hevesi SE                                                 | 20,84     | Menczer Gusztáv Újpesti Dózsa                                                | 21,09     | Kovács Attila Újpesti Dózsa                                          | 21,16     |
| 400 m                  | Menczer Gusztáv Újpesti Dózsa                                         | 46,29     | Szabó G. István Újpesti Dózsa                                                | 46,42     | Takács István Újpesti Dózsa                                          | 46,65     |
| 800 m                  | Szabó Zsolt Diósgyőri VTK                                             | 1:48,45   | Reichnach Ferenc Tatabányai Bányász                                          | 1:48,54   | Szalai István Tatabányai Bányász                                     | 1:49,00   |
| 1500 m                 | K. Szabó Gábor Bp. Honvéd                                             | 3:41,82   | Szabó Tamás Pécsi MSC                                                        | 3:41,87   | Sulyok Attila Bp. Spartacus                                          | 3:43,24   |
| 5000 m                 | Szabó Tamás Pécsi MSC                                                 | 14:04,58  | K. Szabó Gábor Bp. Honvéd                                                    | 14:04,60  | Kozma Attila Bp. Építők                                              | 14:05,53  |
| 10 000 m               | Markó Gábor Bp. Honvéd                                                | 28:52,84  | Borka Gyula Bp. Spartacus                                                    | 28:54,63  | Gyacskov Igor Építők SC                                              | 29:08,77  |
| 4 × 100 m              | Daragó László Karaffa László Karlik Pál Tatár István Bp. Honvéd       | 39,47     | Bakos György Menczer Gusztáv Babály László Kovács Attila Újpesti Dózsa       | 39,71     | Babik László Szabó Csaba Szalai Csaba Hencz Csaba BEAC-MAFC          | 40,77     |
| 4 × 200 m              | Szalai Csaba Szabó Csaba Hencz Csaba Daragó László BEAC-MAFC          | 1:27,99   | Takács Zoltán Mizsér Zsolt Vágó Béla Paulinyi Péter Építők SC                | 1:30,69   | Cserép Péter Telek András Polgár Attila Paróczai András Veszprémi SE | 1:36,41   |
| 4 × 400 m              | Menczer Gusztáv Bankó Pál Takács István Szabó G. István Újpesti Dózsa | 3:06,57   | Szilágyi Péter Virosztek Ferenc Molnár Tamás Vasvári Sándor Nyíregyházi VSSC | 3:13,82   | Szabó Zsolt Takács József Kónya Csaba Péczeli Tamás Diósgyőri VTK    | 3:14,19   |
| 4 × 800 m              | Kardos István Knipl István Czakó Péter Tóth László Bp. Honvéd         | 7:41,7    | Susányi Tamás Volford László Bucsuházi József Énekes Béla SZEOL-DÉLÉP        | 7:48,5    | Cserép Péter Telek András Polgár Attila Paróczai András Veszprémi SE | 7:56,2    |
| 4 × 1500 m             | Kardos István Knipl István Tóth László K. Szabó Gábor Bp. Honvéd      | 15:20,6   | Jagicza Endre Bucsuházi József Zeller Zsolt Volford László SZEOL-DÉLÉP       | 16:00,9   | Velczenbach Tibor Mikes Gyacskov Igor Kozma Attila Építők SC         | 16:27,0   |
| 110 m gát              | Bakos György Újpesti Dózsa                                            | 14,34     | Bodó Béla Debreceni MVSC                                                     | 14,68     | Simon-Balla István Újpesti Dózsa                                     | 14,82     |
| 400 m gát              | Takács István Újpesti Dózsa                                           | 50,66     | Simon-Balla István Újpesti Dózsa                                             | 51,21     | Szalai József Szolnoki MÁV MTE                                       | 51,68     |
| 3000 m akadály         | Vágó Béla MTK-VM                                                      | 8:42,32   | Szűcs Csaba Vasas SC                                                         | 8:52,29   | Orosz József Kazincbarcikai Vegyész                                  | 9:01,62   |
| 20 km gyaloglás        | Szálas János Bp. Honvéd                                               | 1:25:56,0 | Stankovics Imre BEAC-MAFC                                                    | 1:29:27,1 | Veréb Rudolf Diósgyőri VTK                                           | 1:29:29,4 |
| 50 km gyaloglás        | Sátor László Bp. Honvéd                                               | 4:10:02   | Czukor Zoltán Komlói Bányász                                                 | 4:12:39   | Veréb Rudolf Diósgyőri VTK                                           | 4:15:55   |
| magasugrás             | Gibicsár István Debreceni MVSC                                        | 220 cm    | Németh Gyula Csepel SC                                                       | 220 cm    | Jámbor József Építők SCSzendrei Zsolt Debreceni MVSC                 |           |
| távolugrás             | Szalma László Vasas SC                                                | 829 cm    | Pálóczi Gyula Nyíregyházi VSSC                                               | 802 cm    | Szabó Zsolt TFSE                                                     | 785 cm    |
| hármasugrás            | Bakosi Béla Nyíregyházi VSSC                                          | 17,23 m   | Kiss Tibor MTK-VM                                                            | 16,57 m   | Sári Kálmán Veszprémi SE                                             | 16,57 m   |
| rúdugrás               | Makó Ernő Debreceni MVSC                                              | 520 cm    | Novobáczky József Építők SC                                                  | 510 cm    | Bende Gusztáv Újpesti Dózsa                                          | 500 cm    |
| súlylökés              | Ladányi Zsigmond SZEOL-DÉLÉP                                          | 18,69 m   | Szabó László Tatabányai Bányász                                              | 18,58 m   | Rainitzer Lajos SZEOL-DÉLÉP                                          | 17,93 m   |
| diszkoszvetés          | Holló Csaba Bp. Postás                                                | 62,72 m   | Horváth Attila Haladás                                                       | 60,28 m   | Németh László Haladás                                                | 59,12 m   |
| gerelyhajítás          | Temesi András Vasas                                                   | 80,80 m   | Paragi Ferenc Csepel SC                                                      | 76,38 m   | Stefán László Nyíregyházi VSSC                                       | 75,28 m   |
| kalapácsvetés          | Szitás Imre Haladás                                                   | 76,88 m   | Vida József Haladás                                                          | 74,74 m   | Gécsek Tibor Haladás                                                 | 74,34 m   |
| tízpróba               | Vágó Béla Bp. Építők                                                  | 7526      | Hoffer József Tatabányai Bányász                                             | 7482      | Sághy Antal Hatvani Kinizsi                                          | 7260      |
| maraton                | Bauer Attila Komlói Bányász                                           | 2:15:03   | Kerékjártó István Újpesti Dózsa                                              | 2:16:09   | Kőszegi Zoltán Újpesti Dózsa                                         | 2:16:10   |
| kis mezei futás (6 km) | Kozma Attila Bp. Építők                                               | 17:24     | Énekes Béla SZEOL-DÉLÉP                                                      | 17:28     | Szász László Miskolci VSC                                            | 17:35     |
| mezei futás (12 km)    | K. Szabó Gábor Bp. Honvéd                                             | 36:07     | Kadlót Zoltán Salgótarjáni Kohász                                            | 36:12     | Kerékjártó István Újpesti Dózsa                                      | 36:34     |
| csapat 20 km gyaloglás | Veréb Rudolf Kánya Sándor Kollár István Diósgyőri VTK                 | 4:28:58   | Ványa József Balogh István Dudás Gyula Szegedi VSE                           | 4:49:51   | Bogár Zoltán Kőrösi Tibor Korcsok János Békéscsabai Előre Spartacus  |           |
| csapat 50 km gyaloglás | Sipos István Ványa József Balogh István Szegedi VSE                   | 14:01:28  | Sátor László Szálas János Presmeyer Károly Bp. Honvéd                        | 14:06:08  | Tolnai Tibor Dalmati János Márton Attila BVSC                        | 14:33:16  |
| csapat maraton         | Kerékjártó István Kőszegi Zoltán Szabó János Újpesti Dózsa SC         | 6:57:13   | Varga Miklós Kovács Lajos Tari Tibor Építők SC                               | 7:12:10   | Lantos Zoltán Majos József Kovács Attila Vasas SC                    | 7:14:33   |
| csapat kis mezei futás | Énekes Béla Volford László Búcsúházi József SZEOL-DÉLÉP               | 17        | Knipl István Kardos István Tóth László Bp. Honvéd                            | 25        | Sárközi Gyula Szatzker Csaba Lamuth Jakab Szekszárdi Dózsa           | 26        |
| csapat mezei futás     | Bauer Attila Nyikos Attila Frejer Balázs Komlói Bányász               | 23        | K. Szabó Gábor Sinkó György Szendrei Sándor Bp. Honvéd                       | 23        | Borka Gyula Sulyok Atila Bula Ferenc Bp. Spartacus                   | 25        |

### Nők
| Versenyszám            | Arany                                                                | Arany    | Ezüst                                                                       | Ezüst    | Bronz                                                                          | Bronz    |
| ---------------------- | -------------------------------------------------------------------- | -------- | --------------------------------------------------------------------------- | -------- | ------------------------------------------------------------------------------ | -------- |
| 100 m                  | Könye Irma Bp. Honvéd                                                | 11,68    | Nagy Radka Hevesi SE                                                        | 11,82    | Szabó Éva MTK-VM                                                               | 12,00    |
| 200 m                  | Könye Irma Bp. Honvéd                                                | 23,59    | Nagy Radka Hevesi SE                                                        | 23,95    | Petrika Ibolya Nyíregyházi VSSC                                                | 23,99    |
| 400 m                  | Petrika Ibolya Nyíregyházi VSSC                                      | 52,45    | Pál Ilona Hatvani Kinizsi                                                   | 52,89    | Szabó Erzsébet SZEOL-DÉLÉP                                                     | 52,95    |
| 800 m                  | Biacsics Elvira Tatabányai Bányász                                   | 2:03,65  | Szabó Erzsébet SZEOL-DÉLÉP                                                  | 2:03,77  | Csordos Rita Győri Dózsa                                                       | 2:06,98  |
| 1500 m                 | Fazekas Erika Diósgyőri VTK                                          | 4:19,59  | Ágoston Zita Dunaújvárosi Kohász                                            | 4:22,91  | Bugya Mariann Bp. Honvéd                                                       | 4:24,10  |
| 3000 m                 | Fazekas Erika Diósgyőri VTK                                          | 9:11,79  | Ágoston Zita Dunaújvárosi Kohász                                            | 9:15,93  | Szabó Karolina Csepel SC                                                       | 9:28,02  |
| 5000 m                 | Visnyei Márta Szegedi VSE                                            | 16:43,96 | Molnár Gizella Építők SC                                                    | 16:47,05 | Hardy Éva Győri ETO                                                            | 16:53,69 |
| 10 000 m               | Szabó Karolina Csepel SC                                             | 32:45,70 | Fazekas Erika Diósgyőri VTK                                                 | 33:18,10 | Schaffner Antónia BVSC                                                         | 34:25:65 |
| 4 × 100 m              | Balázs Éva Káposzta Mónika Könye Irma Gazdag Zsuzsa Bp. Honvéd       | 46,11    | Petrika Erzsébet Petrika Ibolya Mihalkó Anna Bagoly Csilla Nyíregyházi VSSC | 46,47    | Szabó Erzsébet Szopori Erika Rostás Erika Petróczi Ágnes SZEOL-DÉLÉP           | 46,58    |
| 4 × 200 m              | Petróczi Ágnes Rostás Erika Szopori Erika Szabó Erzsébet SZEOL-DÉLÉP | 1:41,99  | Kovács Bányai Jurbán Éva Nagypál Éva Építők SC                              | 1:43,73  | Hoffer Julianna Simon Krisztina Ládonyi Anett Szánti Szilvia Kaposvári Rákóczi | 1:46,65  |
| 4 × 400 m              | Szabó Erzsébet Szopori Erika Rostás Erika Papp Éva SZEOL-DÉLÉP       | 3:41,92  | Koródi Judit Kovács Tímea Szepesi Éva Petrika Ibolya Nyíregyházi VSSC       | 3:44,79  | Juhász Gabriella Büki Bernadett Fülöp Zsuzsa Hegedűs Éva BEAC-MAFC             | 3:50,12  |
| 4 × 800 m              | Cseh Katalin Vajna Andrea Visnyei Márta Szabó Andrea Szegedi VSE     | 9:06,5   | Bugya Mariann Supka Anikó Brutóczki Judit Petrik Éva Bp. Honvéd             | 9:07,6   | Bakula Mária Szopori Erika Holovics Katalin Szabó Erzsébet SZEOL-DÉLÉP         | 9:14,9   |
| 100 m gát              | Palombi Margit Tatabányai Bányász                                    | 13,26    | Siska Xénia Vasas SC                                                        | 13,39    | Baranyai Ildikó BEAC-MAFC                                                      | 14,05    |
| 400 m gát              | Szopori Erika SZEOL-DÉLÉP                                            | 58,59    | Bihari Ildikó MTK-VM                                                        | 59,46    | Bányai Ilona Építők SC                                                         | 59,48    |
| 10 km gyaloglás        | Alföldi Andrea Bp. Postás                                            | 52:03    | Rosza Mária Békéscsabai Előre Spartacus                                     | 52:14    | Ilyés Ildikó Békéscsabai Előre Spartacus                                       | 52:40    |
| magasugrás             | Mátay Andrea Újpesti Dózsa                                           | 187 cm   | Juha Olga Vasas SC                                                          | 187 cm   | Vajda Katalin Debreceni MVSC                                                   | 184 cm   |
| távolugrás             | Vanyek Zsuzsa Bp. Építők                                             | 662 cm   | Fekete Ildikó Debreceni MVSC                                                | 644 cm   | Szabó Éva MTK-VM                                                               | 643 cm   |
| súlylökés              | Herth Hajnal MTK-VM                                                  | 17,48 m  | Kripli Márta MTK-VM                                                         | 17,01 m  | Horváth Viktória Haladás                                                       | 16,83 m  |
| diszkoszvetés          | Kripli Márta MTK-VM                                                  | 59,92 m  | Herczeg Ágnes Vasas SC                                                      | 57,78 m  | Pallay Sándorné Diósgyőri VTK                                                  | 56,64 m  |
| gerelyhajítás          | Budavári Éva Szolnoki MTE                                            | 59,02 m  | Malovecz Zsuzsa Építők SC                                                   | 58,62 m  | Janák Mária Csepel SC                                                          | 55,34 m  |
| hétpróba               | Vanyek Zsuzsa Bp. Építők                                             | 6158     | Palombi Margit Tatabányai Bányász                                           | 5925     | Domokos Anikó SZEOL-DÉLÉP                                                      | 5453     |
| maraton                | Sipka Ágnes Székesfehérvári Ikarus                                   | 2:42:59  | Schaffner Antónia BVSC                                                      | 2:43:13  | Jankó Ilona Ajkai Alumínium                                                    | 2:44:22  |
| mezei futás (5 km)     | Jankó Ilona Ajkai Alumínium                                          | 16:58    | Fazekas Erika Diósgyőri VTK                                                 | 17:06    | Visnyei Márta Szegedi VSE                                                      | 17:25    |
| csapat maratoni futás  | Sipka Ágnes Reiter Rita Majzer Ildikó Székesfehérvári Ikarus         | 9:10:21  | Farkas Ágota Csizmadia Gyuláné Lenti Anita Kaposvári Rákóczi                | 9:31:19  |                                                                                |          |
| csapat 10 km gyaloglás | Rosza Mária Ilyés Ildikó Hrabovszky Éva Békéscsabai Előre Spartacus  | 2:41:49  | Alföldi Andrea Hudi Rudolfné Foczk Izabella Postás SE                       | 2:44:39  | Benedek Krisztina Kerti Eszter Szabó Istvánné Gödöllői EAC                     | 2:47:43  |
| csapat mezei futás     | Petrik Éva Brutóczky Judit Bugya Mariann Bp. Honvéd                  | 21       | Ágoston Zita Pék Teréz Tóth Noémi Dunaújvárosi Kohász                       | 29       | Fazekas Erika Debreczeni Erika Kaló Diósgyőri VTK                              | 41       |

### Téli dobóbajnokság
Férfiak
| Versenyszám   | Arany                   | Arany   | Ezüst                   | Ezüst   | Bronz                    | Bronz   |
| ------------- | ----------------------- | ------- | ----------------------- | ------- | ------------------------ | ------- |
| diszkoszvetés | Németh László Haladás   | 53,88 m |                         |         |                          |         |
| klapácsvetés  | Szitás Imre Haladás VSE | 71,50 m | Füzesi Sándor Építők SC | 69,06 m | Gécsek Tibor Haladás VSE | 68,56 m |

Nők
| Versenyszám   | Arany                | Arany   | Ezüst                       | Ezüst   | Bronz | Bronz |
| ------------- | -------------------- | ------- | --------------------------- | ------- | ----- | ----- |
| diszkoszvetés | Molnár Ilona Haladás | 49,86 m | Börzsönyi Mária Haladás VSE | 46,64 m |       |       |

## Magyar atlétikai csúcsok
- távolugrás 830 cm ocs. Szalma László Vasas Budapest 7. 7.
- fp. n. 60 m gát 8.00 ocs. Siska Xénia Vasas Párizs 1. 18.
- fp. 200 m 20.84 ocs. Nagy István Hevesi SE Budapest 2. 24.
- fp. 1500 m 3:39.25 ocs. Knipl István BHSE Budapest 2. 23.